# Tracy Barnes-Coliander
Tracy Barnes-Coliander (* 26. April 1982 in Durango) ist eine ehemalige US-amerikanische Biathletin.
Tracy Barnes, Zwillingsschwester von Lanny Barnes, war professionelle Biathletin und lebt in Durango. Seit 1998 betreibt sie den Sport und gehört dem US-amerikanischen Nationalkader seit 2003 an. Trainiert wird sie von Mikael Löfgren und Per Nilsson, ihr Verein war UMFK Bengals. Ihr internationales Debüt feierte Barnes 2001 bei den Junioren-Europameisterschaften in Haute-Maurienne als Neunte im Einzel und Fünfte mit der Staffel. Bei den folgenden Juniorenweltmeisterschaften in Chanty-Mansijsk war ein achter Platz mit der Staffel bestes Ergebnis. 2002 trat sie in Antholz erstmals im Biathlon-Weltcup an und wurde 13. mit der Staffel. Bei den Juniorenweltmeisterschaften 2002 in Ridnaun gewann sie überraschend Silber mit der US-Staffel, der neben ihrer Schwester Lanny auch Carolyn Treacy Bramante angehörte, hinter dem deutschen Team mit Jenny Adler und Ute Niziak. 2004 trat Barnes vor allem im Europacup an und belegte dort meist Mittelfeldplätze.
Ihr bestes Wochenende in ihrer Sportart hatte Barnes 2005 in Pokljuka. Sowohl im Sprint als auch in der Verfolgung wurde sie 25. und holte erste Weltcuppunkte. Kurz darauf gewann sie zudem in Gurnigel einen Supersprint im Europacup. In der Gesamtwertung belegte sie am Ende den 71. Platz. Es sollte ihre einzige Platzierung in der Gesamtwertung bleiben. Der bisherige Höhepunkt in Barnes’ Karriere war die Teilnahme bei den Olympischen Spielen 2006 in Turin, wo sie in drei Rennen antrat. Bestes Ergebnis war ein 57. Platz im Einzel. An Biathlon-Weltmeisterschaften nahm die US-Amerikanerin erstmals 2003 in Chanty-Mansijsk teil. In Sibirien belegte sie die Plätze 54 im Sprint und 50 in der Verfolgung. Erst 2007 in Antholz konnte Barnes erneut an Weltmeisterschaften teilnehmen. Sie platzierte sich durchweg unter den besten 50 und erreichte mit Rang 38 in der Verfolgung ihr bestes Weltmeisterschafts-Resultat. Weniger gut verliefen die Weltmeisterschaften 2008 in Östersund, die nur einen 88. Rang im Einzel und Platz 18 mit der Staffel brachte. Wieder bessere Platzierungen gelangen der Biathletin bei den Biathlon-Weltmeisterschaften 2009 von Pyeongchang. In Einzel, Sprint und Verfolgung erreichte die Ergebnisse im 50er-Bereich.
Die Saison 2009/10 verlief für Barnes-Coliander insbesondere in Nordamerika erfolgreich. In der Gesamtwertung des Biathlon-NorAm-Cups 2009/10 wurde sie Dritte, vier Rennen konnte sie gewinnen, zweimal Zweite und einmal Dritte werden. Bei den Nordamerikanischen Meisterschaften im Biathlon 2010 in Fort Kent gewann sie vor der Kanadierin Claude Godbout die Titel im Sprint und der Verfolgung, im Massenstart wurde sie nur um 0,2 Sekunden von Susan Dunklee bezwungen. Es waren zugleich die US-Meisterschaften, bei denen Barnes-Coliander somit zwei Titel und einen Vizemeistertitel errang. Im Sommer des Jahres gewann sie in Jericho beim North American Biathlon Rollerski Cup 2010 beide Titel in Sprint und Verfolgung.
Barnes Colliander verzichtete bei den Olympischen Winterspielen 2014 zu Gunsten ihrer Schwester, die im Saisonverlauf bessere Leistungen gezeigt hatte, aber wegen Krankheit nicht an allen Ausscheidungsrennen teilnehmen konnte, auf den Startplatz im Team. Dafür wurde sie mit dem International Fair Play Award von der UNESCO ausgezeichnet. Nach der Saison beendete sie ihre Karriere. Sie ist mit dem Biathlontrainer Gary Colliander verheiratet und bekam mit diesem am letzten Tag des Jahres 2014 eine Tochter.

## Biathlon-Weltcup-Platzierungen
Die Tabelle zeigt alle Platzierungen (je nach Austragungsjahr einschließlich Olympische Spiele und Weltmeisterschaften).
- 1.–3. Platz: Anzahl der Podiumsplatzierungen
- Top 10: Anzahl der Platzierungen unter den ersten zehn (einschließlich Podium)
- Punkteränge: Anzahl der Platzierungen innerhalb der Punkteränge (einschließlich Podium und Top 10)
- Starts: Anzahl gelaufener Rennen in der jeweiligen Disziplin
- Staffel: inklusive Mixed- und Single-Mixed-Staffeln

| Platzierung                    | Einzel | Sprint | Verfolgung | Massenstart | Staffel | Gesamt |
| ------------------------------ | ------ | ------ | ---------- | ----------- | ------- | ------ |
| 1. Platz                       |        |        |            |             |         |        |
| 2. Platz                       |        |        |            |             |         |        |
| 3. Platz                       |        |        |            |             |         |        |
| Top 10                         |        |        |            |             | 1       | 1      |
| Punkteränge                    |        | 1      | 1          |             | 14      | 16     |
| Starts                         | 12     | 26     | 5          |             | 16      | 59     |
| Stand: nach der Saison 2009/10 |        |        |            |             |         |        |

## Einzelbelege
1. ↑  'It changed my life forever': U.S. biathalete who was given place on Olympic team by her twin dedicates performance to selfless sister (englisch)
2. ↑  Tracy Barnes: a true winner of sports and Olympic Games has been awarded! (Memento des Originals vom 5. August 2016 im Internet Archive)  Info: Der Archivlink wurde automatisch eingesetzt und noch nicht geprüft. Bitte prüfe Original- und Archivlink gemäß Anleitung und entferne dann diesen Hinweis. (englisch)
3. ↑  Biathlon Evening News: Teams, athletes, first IBU Cup in Poland and more… (englisch)

| Personendaten    | Personendaten                          |
| ---------------- | -------------------------------------- |
| NAME             | Barnes-Coliander, Tracy                |
| KURZBESCHREIBUNG | US-amerikanische Biathletin            |
| GEBURTSDATUM     | 26. April 1982                         |
| GEBURTSORT       | Durango (Colorado), Vereinigte Staaten |